# روي تشايلدز
روي تشايلدز (بالإنجليزية: Roy Childs)‏ هو ناقد أدبي وصحفي أمريكي، ولد في 4 يناير 1949 في بوفالو في الولايات المتحدة، وتوفي في 22 مايو 1992 في ميامي في الولايات المتحدة.